# آماپا
آماپا (به پرتغالی: Amapá) یکی از ۲۷ ایالت‌های برزیل است که در در شمال این کشور قرار دارد. در سال ۲۰۰۶ جمعیت آن ۶۱۵٬۷۱۵ نفر تخمین زده شده‌است.

## جغرافیا
این ایالت ۱۴۲٬۸۱۴٫۵۸۵ کیلومتر مربع مساحت دارد.
آماپا با کشورهای گویان فرانسه و سورینام هم‌مرز است. اقیانوس اطلس در شرق و ایالت پارا در جنوب آماپا واقع شده‌اند.
مرکز این ایالت شهر ماکاپا می‌باشد.

## منابع

نقشه ایالت